# Moneda de dos euros
Las monedas de 2 euros son monedas bimetálicas acuñadas por los Estados miembros de la Eurozona como moneda de curso legal en dichos países, están formadas por una zona interior de níquel revestido en níquel-latón y una zona exterior de cuproníquel. Tienen un diámetro de 25,75 mm, un grosor de 2,20 mm y un peso de 8,50 gramos. Su borde es estriado fino con una inscripción grabada propia de cada nación. Todas las monedas tienen una cara común (la cual cambió en 2007 con respecto a la original) y una cara nacional específica de cada país.
Algunas monedas de 2 euros no se destinan a la circulación, sino al público coleccionistas. Así, cada país participante en el sistema del euro tiene derecho a emitir dos monedas conmemorativas de 2 € por año. En ellas se ilustran efemérides o acontecimientos históricos relevantes. Luc Luycx, empleado de la Casa de la Moneda Real Bélgica, fue el ensayador designado, tras ganar el concurso para el diseño de las caras comunes de las monedas de euro en 1997.

## Cantos
| País                                                           | Inscripción en el borde | Descripción |
| -------------------------------------------------------------- | ----------------------- | --- |
| Alemania                                                       |                         | El borde muestra la leyenda “EINIGKEIT UND RECHT UND FREIHEIT” (Unidad y Justicia y Libertad), lema nacional alemán y el principio de su himno.                                          |
| Andorra, Bélgica, España, Francia, Irlanda, Luxemburgo, Mónaco |                         | El borde muestra la secuencia "2 ★ ★" seis veces alternándose hacia arriba y hacia abajo.                                                                                                |
| Austria                                                        |                         | El borde muestra la combinación "2 EURO ★★★" cuatro veces alternándose hacia arriba y hacia abajo.                                                                                       |
| Chipre                                                         |                         | El borde muestra la leyenda “2 EURO 2 ΕΥΡΩ” dos veces. (2 EURO en Griego y turco). |
| Eslovaquia                                                     |                         | "SLOVENSKÁ REPUBLIKA" (REPÚBLICA ESLOVACA en eslovaco) con dos estrellas y una hoja de tilia.                                                                                            |
| Eslovenia                                                      |                         | "SLOVENIJA ●" (ESLOVENIA en esloveno) |
| Estonia                                                        |                         | "EESTI ο" (ESTONIA en estonio alternándose hacia arriba y hacia abajo) |
| Finlandia                                                      |                         | El borde muestra la leyenda “SUOMI FINLAND” y tres cabezas de león (SUOMI significa Finlandia en finés, y FINLAND significa Finlandia en sueco, los dos idiomas oficiales de Finlandia). |
| Grecia                                                         |                         | "ΕΛΛΗΝΙΚΗ ΔΗΜΟΚΡΑΤΙΑ ★" (ELLENIKI DEMOKRATIA: "REPÚBLICA HÉLENICA" en griego). |
| Italia, San Marino, Ciudad del Vaticano                        |                         | El borde muestra la secuencia "2 ★" seis veces alternándose hacia arriba y hacia abajo.                                                                                                  |
| Letonia                                                        |                         | "DIEVS SVĒTĪ LATVIJU" ("DIOS BENDIGA LETONIA" en letón). |
| Lituania                                                       |                         | "LAISVĖ, VIENYBĖ, GEROVĖ" ("LIBERTAD, UNIDAD, PROSPERIDAD" en lituano). |
| Malta                                                          |                         | La secuencia "2✠✠" se repite seis veces alternándose hacia arriba y hacia abajo. |
| Países Bajos                                                   |                         | "GOD ★ ZIJ ★ MET ★ ONS ★" (DIOS ESTE CON NOSOTROS en neerlandés). La inscripción ya había aparecido en las monedas de florín.                                                            |
| Portugal                                                       |                         | El borde muestra los siete castillos y los cinco escudos de armas, que también se encuentran en la cara nacional de la moneda.                                                           |